# Wyst : Alastor 1716
Pour les articles homonymes, voir Alastor.
Wyst : Alastor 1716 (titre original : Wyst: Alastor 1716) est un roman de science-fiction écrit par l'auteur américain Jack Vance paru en 1978 puis traduit en français et publié en 1983. Ce roman fait partie du Cycle d'Alastor (ou Les Mondes d'Alastor) qui en compte trois, sans liens entre eux.

## Résumé
Les premiers chapitres sont consacrés à une visite des Chuchotements, les dirigeants de la planète Wyst, dans le palais du Connatic. On y trouve des détails sur Wyst et sur l'histoire qui va suivre.
Jantiff Ravensroke, né sur Zeck (Alastor 503), est peintre paysagiste. En quête d'inspiration, il part pour Arrabus, l'immense cité unique de Wyst (Alastor 1716). Arrabus vit sous le régime de la Polycopie égalistique ou égalisme : chacun est entretenu a minima en échange de deux courts temps de travail hebdomadaires, l'un ingrat (le « bas-labeur »), l'autre gratifiant (le « haut-labeur »). Il est interdit de revendiquer des talents, un statut, des biens ou des besoins supérieurs à ceux des autres.
Jantiff trouve des sujets intéressants mais il souffre fort de ses voisins, fainéants, avides, goinfres, qui lui volent ses biens (pigments, appareil photo, etc.) sous prétexte de « partager ». Il faut dire que Wyst n'est pas un paradis socialiste : le logement et les repas sont médiocres, l'équipement défaillant, l'économie ingouvernable dépend du pillage du continent loué aux « Chevaliers », des capitaines d'industrie. En fait, Wyst est au bord du gouffre et les Chuchotements cherchent une issue. Malgré les slogans égalistes, le désespoir latent est tel que le suicide est un produit vendu à la fête foraine.
Jantiff participe à deux expéditions calamiteuses dans les « Terres Bizarres », ces régions sans loi, afin d'y trouver de la nourriture (de la « bonniture », disent les Arrabins) chez les fermiers ou les gitans. Lors de la seconde, Jantiff récupère son appareil photo des mains de son voisin Esteban. Ce dernier paraissant fort agité exige de ravoir l'appareil, même par la violence. Jantiff méfiant préfère fuir Arrabus; il cherche le représentant du Connatic, mais se voit accusé de son meurtre. Il gagne alors les Terres Bizarres, puis Balad, une petite ville côtière. Il y rencontre une jeune femme muette, seule et vulnérable ; il prend soin d'elle, malgré ses propres difficultés, et l'appelle Chatoyante.
Jantiff exerce diverses professions pour payer son billet de départ de Wyst, mais un escroc l'en prive et déchaîne la population contre lui. Il est sauvé in extremis par l'arrivée de Ryl Shermatz, le nouvel émissaire du Connatic. Une fois Jantiff soigné et Balad mise au pas, ils réalisent qu'un complot vise les Chuchotements. Esteban et trois de ses amis ont en effet remarqué, sur les toiles de Jantiff et les clichés de l'appareil, que tous les Arrabins finissaient par se ressembler — au point qu'eux-mêmes, ressemblant vaguement aux Chuchotements, pouvaient fort bien prendre la place de ces obscurs personnages, et mener ainsi des vies de luxe relatif.
Par contre, Jantiff n'imagine pas qu'ils ont aussi prévu de liquider quiconque pourrait réaliser la substitution : un Chevalier complice a organisé pour cela un attentat terriblement meurtrier. Les conspirateurs se croient à l'abri, jusqu'à ce que Jantiff et Shermatz les fassent arrêter.
Ryl Shermatz juge que Wyst a été suffisamment laissée à elle-même. L'égalisme sera aboli, Arrabus détruite, les habitants de Wyst invités à se mélanger et à former des communautés bien gérées, à l'image du reste de l'Amas. Jantiff entre au service du Connatic et retrouve Chatoyante, qui peut enfin parler.

## Autres titres du Cycle
- 1er : Trullion : Alastor 2262 (1973)
- 2e : Marune : Alastor 933 (1975)